# Pierre Joseph de Paul de Maibe
Pierre Joseph de Paul de Maibe, né à Dinant le 15 avril 1743 et mort à Dinant le 6 août 1823, est un homme politique.

## Biographie
Pierre Joseph de Paul de Maibe est le fils de Jean Baptiste de Paul et de Marie Agnès Renson, dame de Maibes. Marié à Joséphine de Cesve, il est le beau-père de Perpète du Pont d'Ahérée et de Jean-Baptiste Louis de Cartier d'Yves.

## Mandats et fonctions
- Membre des États provinciaux de Namur
- Membre de la Seconde Chambre des États généraux : 1815-1819